# Легг, Джеральд, 9-й граф Дартмут
Джеральд Хамфри Легг, 9-й граф Дартмут (англ. Gerald Humphry Legge, 9th Earl of Dartmouth$ 26 апреля 1924 — 14 декабря 1997) — британский пэр и бизнесмен. Носил титул учтивости — виконт Льюишем с 1958 по 1962 год.

## Происхождение и образование
Родился 26 апреля 1924 года. Единственный сын Хамфри Легга, 8-го графа Дартмута (188—1962), и его жены Ромы Эрнестины (урожденной Хорлик) (1903—2003). Он получил образование в Итонском колледже (Виндзор, графство Беркшир).

## Карьера
После учебы в Итоне виконт Льюишем поступил на службу в Колдстримскую гвардию и в чине капитана в 1942—1945 годах участвовал во Второй мировой войне (упоминался в депешах).
Директор Merchant Bank Rea Bros (базировался в Kings House, King Street) с 1958 по 1989 год, председатель Королевского хорового общества с 1970 по 1992 год и председатель Англо-бразильского общества с 1975 по 1994 год.
16 октября 1962 года после смерти своего отца Джеральд Легг унаследовал титулы 9-го графа Дартмута, 9-го виконта Льюишема (графство Кент) и 10-го барона Дартмута из Дартмута (графство Девон), став членом Палаты лордов Великобритании.

## Семья
Лорд Дартмут был дважды женат. 1 июня 1948 года он женился первым браком на Рейн Маккоркодейл (9 сентября 1929 — 21 октября 2016), дочери романистки Барбары Картленд и ее первого мужа Александра Маккоркодейла. У супругов было четверо детей:
- Уильям Легг, 10-й граф Дартмут (род. 23 декабря 1949), старший сын и преемник отца.
- Достопочтенный Руперт Легг (род. 1 января 1951), в 1984 году женился на Мэри Виктории Сьюзен Оттли[1] , дочери Лайонела Эдварда Брюса Оттли[1], от брака с которой у него было двое детей.
- Леди Шарлотта Легг (род. 16 июля 1963), в 1990 году вышла замуж за дона Алессандро Патерно Кастелло, 13-го герцога Каркачи (род. 1961)[2][3], от брака с которым у неё было трое детей.
- Достопочтенный Генри Легг (род. 28 декабря 1968), в 1995 году женился на Крессиде Хогг (младшей дочери сэра Кристофера Энтони Хогга)[1][1][4], от брака с которой у него было трое детей.

Лорд и леди Дартмут развелись в 1976 году. Леди Дартмут позже вышла замуж за 8-го графа Спенсера и стала мачехой леди Дианы Спенсер (впоследствии принцессы Уэльской). 1 октября 1980 года лорд Дартмут вторым браком женился на Гвендолин Мэй Сеген, дочери Шарля Рене Сегена.
Лорд Дартмут скончался в 1997 году в возрасте 73 лет, ему наследовал его старший сын Уильям.